# Regierung Borsus
Die Regierung Borsus war die siebzehnte wallonische Regierung. Sie amtierte vom 28. Juli 2017 bis zum 13. September 2019.
Die seit der Regionalwahl am 25. Mai 2014 regierende Koalition von Sozialistischer Partei (PS) und Centre Démocrate Humaniste (CDH) unter Ministerpräsident Paul Magnette (PS) wurde am 28. Juli 2017 durch ein konstruktives Misstrauensvotum gestürzt. Neuer Ministerpräsident einer Koalition aus dem liberalen Mouvement Réformateur (MR) und der CDH wurde Willy Borsus (MR).
Bei der Regionalwahl am 26. Mai 2019 büßten PS, MR und CDH Sitze ein, die grüne Ecolo und die marxistische PTB legten deutlich zu. Elio Di Rupo (PS), bereits von 1999 bis 2000 und von 2005 bis 2007 wallonischer Ministerpräsident, führte ab dem 13. September 2019 eine Koalition von PS, MR und Ecolo.

## Zusammensetzung
| Amt | Name                | Partei | Partei | Amtszeit                          |
| --- | ------------------- | ------ | ------ | --------------------------------- |
| Ministerpräsident | Willy Borsus        |        | MR     | 28. Juli 2017– 13. September 2019 |
| stellvertretende Ministerpräsidentin und Ministerin für Soziales, Gesundheit, Chancengleichheit, den öffentlichen Dienst und Vereinfachung der Verwaltung       | Alda Greoli         |        | CDH    | 28. Juli 2017– 13. September 2019 |
| stellvertretender Ministerpräsident und Minister für Wirtschaft, Industrie, Forschung, Innovation, Informationstechnologie, Arbeit und berufliche Weiterbildung | Pierre-Yves Jeholet |        | MR     | 28. Juli 2017– 13. September 2019 |
| Minister für Umwelt, ökologischen Wandel, Raumordnung, öffentliche Arbeiten, Mobilität, Verkehr, Tierwohl und Gewerbegebiete                                    | Carlo Di Antonio    |        | CDH    | 28. Juli 2017– 13. September 2019 |
| Minister für Haushalt, Finanzen, Energie, Klima und Flughäfen                                                                                                   | Jean-Luc Crucke     |        | MR     | 28. Juli 2017– 13. September 2019 |
| Minister für Landwirtschaft, Natur, Forsten, den ländlichen Raum, Tourismus und Kulturerbe                                                                      | René Collin         |        | CDH    | 28. Juli 2017– 13. September 2019 |
| Ministerin für kommunale Behörden, Wohnungen und Sportstätten                                                                                                   | Valérie De Bue      |        | MR     | 28. Juli 2017– 13. September 2019 |